# Антонов, Александр Тихонович
Алекса́ндр Ти́хонович Анто́нов (1922 — ?) — советский радиотехник, лауреат Государственной премии СССР (1967).
Дата рождения: 7 сентября 1922 г. Место рождения: Украинская ССР, Хмельницкая область, Летический район, с. Требуховцы.
Участник войны (Черноморский флот, крейсер «Молотов», курсант).
Окончил ВВМИУ им. Дзержинского (1944), Военно-Морскую академию им. А. Н. Крылова (1951), капитан-инженер.
С 1951 по 1977 г. работал в НИИ-6 — НИИ-14 ВМФ (Ленинградская область, г. Пушкин): старший научный сотрудник отдела корабельных РЛС, начальник лаборатории корабельных ТВ-средств, начальник отдела.
Лауреат Государственной премии СССР (1967, в составе коллектива) — за создание, исследование и внедрение комплекса оптических систем для работы в жидких средах.
Награждён орденами Отечественной войны II степени и «Знак Почёта», медалями.